# Гідравлічна схема

Принципова гідравлічна схема гідроприводу (код Г3)

Гідравлі́чна (пневмати́чна) схе́ма — це технічний документ, що містить у вигляді умовних графічних зображень чи познак інформацію про будову виробу, його складові частини та взаємозв'язки між ними, дія якого ґрунтується на використанні  енергії стисненої рідини (газу). Гідравлічна схема є одним з видів схем виробів і позначаються у шифрі основного напису літерою «Г» (пневматична — літерою «П»).
Гідравлічні та пневматичні схеми в залежності від їх основного призначення поділяються на такі типи:
- структурні;
- принципові;
- з'єднань.

## Структурні гідравлічні (пневматичні) схеми
На структурній схемі елементи і пристрої зображують у вигляді прямокутників, усередині яких вписують найменування відповідної функціональної частини. Всі елементи зв'язані між собою лініями взаємозв'язку (суцільні основні лінії), на яких прийнято вказувати напрям потоків робочого середовища за ГОСТ 2.721-74 Графічна побудова схеми повинна давати якомога наочніше уявлення про послідовність взаємодії функціональних частин у виробі.
При великій кількості функціональних частин допускається замість найменувань, типів і позначень проставляти порядкові номери справа від зображення або над ним, як правило, зверху вниз в напрямку зліва направо. В цьому випадку найменування, типи і позначення вказують у таблиці, що поміщається на полі схеми. Цей вид схем позначаються у шифрі основного напису символами Г1 (або П1, для пневматичних)

## Принципові гідравлічні (пневматичні) схеми
На принциповій схемі зображують всі гідравлічні (пневматичні) елементи або пристрої необхідні для здійснення і контролю у виробі заданих гідравлічних (пневматичних) процесів, і всі гідравлічні (пневматичні) зв'язки між ними. При цьому використовуються графічні умовні познаки:
- для гідроакумуляторів, кондиціонерів, баків та інших елементів мереж згідно ДСТУ ISO 1219-1:2018[4]; (ГОСТ 2.780-96[5]);
- для апаратури керування згідно ДСТУ ISO 1219-1:2018[4]; (ГОСТ 2.781-96[6]);
- для насосів та двигунів згідно ДСТУ ISO 1219-1:2018[4]; (ГОСТ 2.782-96[7]);
- для пневмо- гідрокомунікацій (гідроліній) згідно ДСТУ Б А.2.4-1:2009[8]; ДСТУ Б А.2.4-8:2009[9]; (ГОСТ 2.784-96[10]).
- зокрема в аерокосмічній промисловості ДСТУ ISO 5859:2018[11].

Кожен елемент повинен мати позиційне позначення, яке складається з літерного позначення і порядкового номера. Літерне позначення повинно бути скороченим найменуванням елемента, складене з його початкових або характерних букв, наприклад: клапан — К, дросель — ДР. Порядкові номери елементів (пристроїв) слід присвоювати, починаючи з одиниці, в межах групи елементів (пристроїв), яким на схемі присвоєно однакову літерну позиційну познаку, наприклад, Р1, Р2, Р3 і т.д., К1, К2, К3 і т.д.
Літерні позиційні познаки основних елементів:
- Пристрій (загальна познака) — А
- Гідроакумулятор (пневмоакумулятор) — АК
- Апарат теплообмінний — AT
- Гідробак — Б
- Вологовіддільник — ВД
- Вентиль — ВН
- Гідровитискувач — ВТ
- Пневмоглушник — Г
- Гідродвигун (пневмодвигун) поворотний — Д
- Подільник потоку — ДП
- Гідродросель (пневмодросель) — ДР
- Гідрозамок (пневмозамок) — ЗМ
- Гідроклапан (пневмоклапан) — К
  - Гідроклапан (пневмоклапан) витримки часу — КВ
  - Гідроклапан (пневмоклапан) тиску — КД
  - Гідроклапан (пневмоклапан) зворотний — КО
  - Гідроклапан (пневмоклапан) запобіжний — КП
  - Гідроклапан (пневмоклапан) редукційний — КР
- Компресор — КМ
- Гідромотор (пневмомотор) — М
- Манометр — МН
- Гідродинамічна передача — МП
- Маслорозпилювач — МР
- Олив'ярка — МС
- Гідродинамічна муфта — МФ
- Насос — Н
  - Насос аксіально-поршневий — НА
  - Насос-мотор — НМ
  - Насос пластинчастий — НП
  - Насос радіально-поршневий — HP
- Пневмогідроперетворювач — ПГ
- Гідропреретворювач — ПР
- Гідророзподільник (пневморозподільник) — Р
  - Реле тиску — РД
  - Гідроапарат (пневмоапарат) золотниковий — РЗ
  - Гідроапарат (пневмоапарат) клапанний — РК
  - Регулятор потоку — РП
- Ресивер — PC
- Сепаратор — С
- Суматор потоків — СП
- Термометр — Т
- Гіродинамічний трансформатор — ТР
- Пристрій випуску повітря — УВ
- Гідропідсилювач — УС
- Фільтр — Ф
- Гідроциліндр (пневмоциліндр) — Ц

На принциповій схемі повинні бути однозначно визначені всі елементи, що входять до складу виробу і зображені на схемі.
Дані про елементи повинні бути занесені в перелік елементів. При цьому зв'язок переліку з умовними графічними познаками елементів повинна здійснюватися через позиційні познаки. Перелік елементів розміщують на першому аркуші схеми або виконують у вигляді самостійного документа.
Ці схеми позначаються у шифрі основного напису символами Г3 (П3').

## Схеми з'єднань
На схемах з'єднань крім всіх гідравлічних і пневматичних елементів показують також трубопроводи та елементи з'єднань трубопроводів. При цьому з'єднання трубопроводів показують у вигляді спрощених зовнішніх обрисів, а самі трубопроводи — суцільними основними лініями.
Розташування графічних познак елементів і пристроїв на схемі повинно приблизно відповідати дійсному розміщенню елементів і пристроїв у виробі. Допускається на схемі не відображати розташування елементів і пристроїв у виробі, якщо схему виконують на декількох аркушах або розміщення елементів і пристроїв на місці експлуатації невідоме.
На схемі біля графічних познак елементів і пристроїв вказують позиційні познаки, присвоєні їм на принциповій схемі. Біля або всередині графічного позначення пристрою і близько графічного позначення елемента допускається вказувати його найменування та тип і (або) позначення документа, на підставі якого пристрій застосовано, номінальні значення основних параметрів (тиск, подача, витрата і т.п.).
Ці схеми позначаються у шифрі основного напису символами Г4 (П4).